# Riúmino
Riúmino (en rus: Рюмино) és un poble de l'óblast de Saràtov, a Rússia, segons el cens del 2010 tenia 23 habitants. Pertany al districte municipal de Rtísxevo.